# Merianthera sipolisii
Merianthera sipolisii är en tvåhjärtbladig växtart som först beskrevs av Auguste François Marie Glaziou och Célestin Alfred Cogniaux, och fick sitt nu gällande namn av John Julius Wurdack. Merianthera sipolisii ingår i släktet Merianthera och familjen Melastomataceae. Inga underarter finns listade i Catalogue of Life.